# スナガニ科
スナガニ科（スナガニか、Ocypodidae）は、カニの分類群の一つ。以前はスナガニ、コメツキガニ、チゴガニ、シオマネキ、オサガニなど、海岸に生息するカニを多く含む分類群とされていたが、2000年代以降かつて亜科とされていたコメツキガニ、チゴガニと、オサガニはそれぞれ独立の科とされ、現在はスナガニ約20種とシオマネキ約100種のみを含むとされている。
ここではコメツキガニ、チゴガニ、オサガニ（スナガニ科とともにスナガニ上科とされる）も合わせて解説する。

## 概要
甲幅はどれも 1cm から数cmほどで、カニとしては小型-中型のグループである。複眼は大きく発達するか、または長い眼柄をもつ。甲羅はやや薄いが鋏脚は丈夫になっている。歩脚はがっしりしていて、陸上をすばやく走れるように適応している。
温帯にも分布するが、分布の中心は熱帯地方で、砂浜、干潟、マングローブの地面に巣穴を掘って生息する。生息する場所は種類ごとに好みの粒度があり、小石が多くて粗い砂浜を好む種類もいれば細かい泥質干潟を好む種類もいる。海岸では生息に適した区画に集団で巣穴を掘っていることが多い。
多くの種類は海岸の潮間帯に生息し、満潮時は巣穴の入口に蓋をして巣穴にひそみ、干潮時に地上に現れて活動するという潮汐に基づいた生活リズムで活動する。地上では餌をとる他にも、オスが鋏脚を高く振り上げるウェービング（Waving）という求愛行動がみられる。ただしスナガニやオサガニなど、ウェービングをしない種類もいる。また、雌雄の交尾もオスの巣穴の中で行われ、この巣穴がメスに卵の保護の場として明け渡される場合と、巣穴の外で交尾が行われ、交尾後は単純に別れる場合が同種の中でも両方見られる。この他にも複雑な配偶行動やそれ以外の社会行動が発達しているため、動物行動学の絶好の対象とされ、この仲間のカニを研究する研究者を輩出してきた。
食性は雑食で、砂粒に付着するプランクトンやデトリタスを食べる。食事の際は泥や砂粒の塊を鋏脚ですくい取るようにはさんで口に運び、口の中で餌を濾しとり、泥塊や砂粒塊を吐き出してつまみ捨てるという行動を繰り返す。このため、粒子の粗い砂干潟に生息するコメツキガニなどでは、食後に多量の砂団子が巣穴を中心に放射状に残されることになる。ただしスナガニ類は海岸に流れ着く生物遺骸を食べたり、生きている小動物を捕食することもする。
おもな天敵はシギ、チドリ、サギなどの水鳥やコチ、クロダイなどの魚類である。このような天敵に対抗するため、スナガニ類は動くものに対して敏感で、近くで大きなものが動くと走って巣穴に逃げこむか、水辺の砂泥にもぐりこむ。複眼や脚がよく発達しているのも、隠れる場所の少ない砂浜という生息地への適応やこれらの敵に対する備えといえる。

## 分類

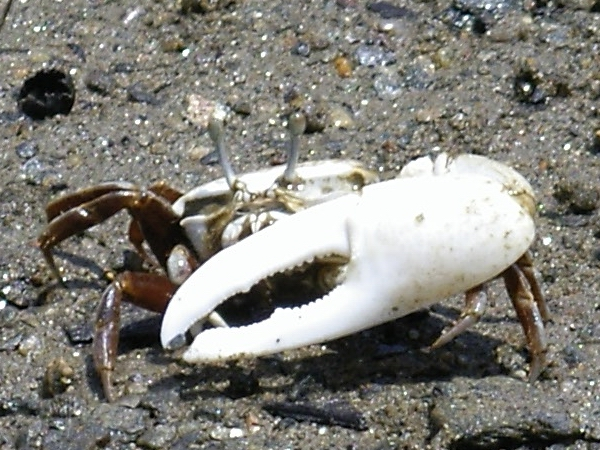
ハクセンシオマネキ Uca lactea（オス）

### スナガニ科 Ocypodidae
- スナガニ属 Ocypode - スナガニ、ミナミスナガニ、ツノメガニなど
砂浜の潮上帯に穴を掘って生息する。複眼が大きく発達し、視力が良い。走るのも速い。
- シオマネキ類 旧Uca属 - シオマネキ、ハクセンシオマネキ、ヒメシオマネキなど
オスの鋏脚が片方だけ非常に大きくなることで知られ、ウェービングや他のオスとの戦いにこの鋏脚を用いる。長い眼柄の先に複眼がついているのも特徴である。満潮線付近に巣穴を掘るが、種類によって好みの粒度がある。

### コメツキガニ科 Dotillidae

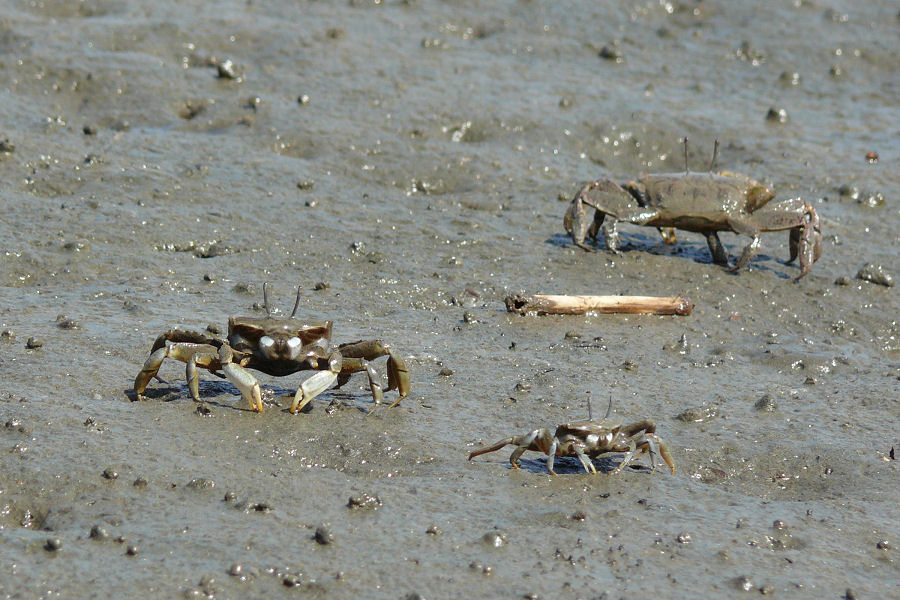
ヤマトオサガニ

- コメツキガニ属 Scopimera - コメツキガニ
小型のカニで、潮間帯の砂地に集団で生息する。巣穴の周りに直径数mmの砂団子をたくさん残すのが特徴である。
- チゴガニ属 Ilyoplax - チゴガニ、ハラグクレチゴガニ
甲羅が五角形の小型のカニで、干潟の潮間帯に生息する。オスの鋏脚は白く、ウェービングがよく目立つ。
- ツノメチゴガニ属 Tmethypocoelis - ツノメチゴガニ
複眼の上に小さな突起がある以外はチゴガニに似ている。

### オサガニ科 Macrophthalmidae
- オサガニ属 Macrophthalmus - オサガニ、ヤマトオサガニなど
長い眼柄と横長の甲羅をもつ。オスの鋏脚は長く、鋏部分が下を向く。

### ムツハアリアケガニ科 Camptandriidae
- ムツハアリアケガニ属 Camptandrium - ムツハアリアケガニ
甲羅は六角形で凹凸がある。歩脚に細かい毛がある。干潟に穴を掘って生息する。
- アリアケガニ属 Cleistostoma - アリアケガニ
歩脚が平たい。干潟に穴を掘って生息するが、全身に細かい毛が生えているため、ほとんど泥まみれの状態で生活している。
- アリアケモドキ属 Deiratonotus - カワスナガニ、アリアケモドキ
小型のカニで、河口域の砂泥地に生息する。
- コウナガカワスナガニ属 Moguai - コウナガカワスナガニ、ヨウナシカワスナガニ
甲羅がやや縦長で、幅約5mm、長さ7mm弱しかない小さなカニ。歩脚に細かい毛がある。河口域の砂泥地に生息する。東～東南アジアに3種が知られ、うち2種が奄美大島以南に分布する[1][2]。